# أنديرسون نيانغبو
أنديرسون نيانغبو (بالفرنسية: Anderson Niangbo) (مواليد 6 أكتوبر 1999) هو لاعب كرة قدم من ساحل العاج يلعب كمهاجم في نادي غينت.

## روابط خارجية
- أنديرسون نيانغبو على موقع الاتحاد الأوربي (الإنجليزية)
- أنديرسون نيانغبو على موقع اتحاد تركيا (لاعب) (الإنجليزية)
- أنديرسون نيانغبو على موقع قاعدة بيانات كرة القدم.إي يو (الإنجليزية)
- أنديرسون نيانغبو على موقع Soccerway.com (الإنجليزية)
- أنديرسون نيانغبو على موقع عالم كرة القدم.نت (الإنجليزية)